# Otto Frederik Aage Danneskiold-Samsøe
Hans Excellence (H.E.) Otto Frederik Aage greve Danneskiold-Samsøe  (født 1947). Han var dansk godsejer af Øllingsø gods fra 1975-2011.
Søn af Niels Frederik Kjeld Viggo greve Danneskiold-Samsøe og Lykke Wilhjelm til Ravnsbygård og Øllingsø. Otto Frederik Aage greve Danneskiold-Samsøe fik sammen med sin hustru Ilse Møller sønnerne Rolf greve Danneskiold-Samsøe (født 1976) og Helge greve Danneskiold-Samsøe (født 1981).